# Vladimir Jakovlevič Motyl'
Vladimir Jakovlevič Motyl' (in russo Влади́мир Я́ковлевич Моты́ль?; Lepel', 26 giugno 1927 – Mosca, 21 febbraio 2010) è stato un regista sovietico.

## Filmografia parziale

### Regista
- Ženja, Ženečka i Katjuša (1967)
- Il bianco sole del deserto (1969)
- Una stella di affascinante felicità (1975)
- Les (1980)